# Adelobasileus cromptoni
Adelobasileus cromptoni és una espècie de mamalimorf del Triàsic superior, fa uns 225 milions d'anys. Té una representació pobra en el registre fòssil i només se'l coneix a partir d'un crani fragmentari descobert a la Formació de Tecovas, a l'oest de Texas.
Adelobasileus és anterior a la majoria de cinodonts que no són mamífers (tritilodonts i triteledonts) i precedeix els altres mamaliaformes coneguts per 10 milions d'anys. De fet, trets cranials distintius, especialment la zona de la còclea, indiquen que Adelobasileus és una forma de transició en la transformació de característiques dels cinodonts als mamífers del Triàsic. Per aquest motiu, es creu que és l'avantpassat comú de tots els mamífers moderns o un parent proper de l'avantpassat comú.